# Uranophora flaviceps
Uranophora flaviceps là một loài bướm đêm thuộc phân họ Arctiinae, họ Erebidae.